# Rosiane Pinheiro
Rosiane de Souza Pinheiro (née le 19 juin 1974 à São Gonçalo, dans l'État de Rio de Janeiro) est une chanteuse et journaliste brésilienne. Elle a travaillé à la télévision dans des domaines aussi variés que les publicités, les programmes, les mini-séries, les émissions en DVD et même le cinéma, comme c'était le cas avec sa participation au long métrage Samba Riachão, et elle a également été reporter pour TV Aratu, filiale de la SBT à Bahia.

## Biographie
Danseuse, elle se fait connaître au sein du groupe de pagode baiano Gang do Samba, qui existe depuis plus de 16 ans et participe aux carnavals de Rio de Janeiro, Salvador et São Paulo pendant plusieurs années. Elle est également finaliste du concours Morena do Tchan en 1997, dans le cadre de l'émission Domingão do Faustão, où elle atteint la finale mais termine à la deuxième place, battue par Scheila Carvalho, alors nouvellement arrivée.
Elle fait la couverture du magazine Playboy en juin 1998, lorsqu'elle remporte un sondage auprès des joueurs de l'équipe nationale brésilienne de l'époque pour faire la couverture du magazine, faisant d'elle la troisième femme noire à faire la couverture de cette publication et, depuis lors, elle acquiert un statut de célébrité,, jouant même dans des publicités pour de grandes entreprises grâce à des sondages de popularité.
En tant que mannequin et après avoir fait la couverture de plusieurs magazines, elle figure dans un sondage sur les 100 femmes les plus sexy du monde.
À la télévision, elle apparait en tant qu'actrice et journaliste dans divers programmes des plus grandes chaînes brésiliennes, comme Turma do Didi et Casseta e Planeta sur Rede Globo, ainsi que A Praça é Nossa et Noite Afora, par exemple. Rosiane participe à l'émission de téléréalité O Trio Reality sur TV Aratu, filiale de la SBT à Bahia, en 2012, où elle est championne. Peu après l'émission de téléréalité, Rosiane rejoint l'équipe de journalistes de l'émission Universo Axé, où elle reste jusqu'à la fin de l'année 2016. Début 2018, elle est réinvitée dans Gang do Samba. Elle reste avec le groupe jusqu'en juin 2022. En 2022, elle participe à la quatorzième édition de l'émission de télé-réalité A Fazenda, étant revenue d'un vote populaire avec 38,69 % des voix, mais étant la troisième personne éliminée de l'émission de télé-réalité avec 21,28 % du vote du public la semaine suivante.
En mai 2023, elle rejoint la plateforme de contenu adulte payant OnlyFans,.

## Filmographie

### Cinéma
| Année | Titre                | Rôle      |
| ----- | -------------------- | --------- |
| 2001  | Samba Riachão        | Elle-même |
| 2012  | Terra Payayá         | Lola      |
| 2019  | Maracangalha, Eu vou | Anália    |

### Télévision
| Année     | Titre             | Rôle         |
| --------- | ----------------- | ------------ |
| 2002      | Pastores da Noite | Atriz        |
| 2003      | A Praça é Nossa   | Atriz        |
| 2008      | Turma do Didi     | Elle-même    |
| 2012-2014 | Universo Axé      | Journaliste  |
| 2022      | A Fazenda         | Participante |

### DVD
- 2005 : Gang do Samba[14]
- 2008 : Gang do Samba[15]